# Montlaur (Haute-Garonne)
Montlaur település Franciaországban, Haute-Garonne megyében. Lakosainak száma 1791 fő (2022. január 1.). Montlaur Belberaud, Baziège, Deyme, Donneville, Fourquevaux és Montgiscard községekkel határos.

## Népesség
A település népességének változása:
| Lakosok száma | 403  | 646  | 807  | 1172 | 1187 | 1318 | 1576 | 1769 | 1791 | 1791 |
|               | 1968 | 1982 | 1990 | 2006 | 2013 | 2015 | 2017 | 2019 | 2020 | 2022 |